# All Out (2024)
All Out (2024) – szósta gala wrestlingu w chronologii cyklu All Out, wyprodukowana przez federację i dla zawodników All Elite Wrestling (AEW), która odbyła się 7 września 2024 w Now Arena na przedmieściach Chicago, w Hoffman Estates w stanie Illinois. Oznaczało to powrót wydarzenia do Now Arena i czwarta w sumie gala w tym miejscu po 2019, 2021 i 2022 roku. Po raz pierwszy od 2020 roku wydarzenie odbyło się w sobotę. All Out odbywało się wcześniej podczas weekendu Święta Pracy i chociaż gala 2024 była pierwotnie zaplanowana na święto w niedzielę 1 września, AEW zdecydowało się przesunąć wydarzenie o tydzień ze względu na obawy fanów, że odbędzie się ono zaledwie tydzień po All In, co miało miejsce w poprzednim roku. Emisja była przeprowadzana na żywo przez serwis strumieniowy B/R Live w Ameryce Północnej i za pośrednictwem Triller TV na całym świecie oraz w systemie pay-per-view.
Na gali odbyło się dwanaście walk, w tym cztery podczas pre-show Zero Hour. W walce wieczoru, "Hangman" Adam Page pokonał Swerve’a Stricklanda w Lights Out Steel Cage matchu. W innych ważnych walkach, Bryan Danielson pokonał Jacka Perry’ego broniąc AEW World Championship, Will Ospreay pokonał Paca broniąc AEW International Championship oraz w walce otwierającej galę, MJF pokonał Daniela Garcię.

## Produkcja

### Tło
All Out to coroczna gala wrestlingu w systemie pay-per-view (PPV) organizowana przez All Elite Wrestling (AEW) od 2019 roku. Pierwotnie odbywała się podczas weekendu Święta Pracy i jest jedną z „Wielkiej Czwórki” PPV AEW, która obejmuje również Double or Nothing, Full Gear i Revolution, ich cztery największe krajowe programy produkowane co kwartał.
11 kwietnia 2024 roku AEW ogłosiło, że szóste wydarzenie All Out odbędzie się w niedzielę 1 września 2024 roku w Now Arena na przedmieściach Chicago, w Hoffman Estates w stanie Illinois. Jednak 21 maja 2024 roku AEW ogłosiło, że All Out odbędzie się zamiast tego tydzień później, w sobotę 7 września 2024 roku, co było pierwszym wydarzeniem All Out, które nie odbyło się w weekend Święta Pracy. Zmiana ta nastąpiła w odpowiedzi na obawy fanów, że wydarzenie odbędzie się zaledwie tydzień po All In, co miało miejsce rok wcześniej. To następnie powodowało powrót wydarzenia do soboty po raz pierwszy od 2020 roku, a także do Now Arena, na której w sumie odbędzie się czwarte All Out po latach 2019, 2021 i 2022. Ze względu na to, że wydarzenie odbyło się w sobotę, Collision i Rampage odbyły się na żywo w piątek, 6 września w rejonie Chicago.

### Rywalizacje
All Out oferowało walki profesjonalnego wrestlingu z udziałem wrestlerów należących do federacji All Elite Wrestling. Oskryptowane rywalizacje (storyline’y) kreowane są podczas cotygodniowych gal Dynamite, Rampage oraz Collision. Wrestlerzy są przedstawieni jako heele (negatywni, źli zawodnicy i najczęściej wrogowie publiki) i face’owie (pozytywni, dobrzy i najczęściej ulubieńcy publiki), którzy rywalizują pomiędzy sobą w seriach walk mających budować napięcie. Kulminacją rywalizacji jest walka wrestlerska lub ich seria.

#### Pojedynek o AEW International Championship
10 lipca na odcinku Dynamite, Pac pokonał Claudio Castagnoliego, Kyle’a Fletchera i Tomohiro Ishiiego w Global Glory Four-way matchu, dzięki czemu zdobył walkę o tytuł AEW International Championship na All Out. W następnym tygodniu, panujący mistrz Will Ospreay stracił tytuł na rzecz MJF-a, który nieoficjalnie zmienił nazwę tytułu na American Championship. Następnie Ospreay odzyskał tytuł na All In, przywracając go jako International Championship, a następnie potwierdzając, że Ospreay będzie broniącym tytułu przeciwko Pacowi na All Out.

#### Willow Nightingale vs. Kris Statlander
Pod koniec 2023 roku, Willow Nightingale utworzyła tag team z Kris Statlander, którym zarządzał Stokely Hathaway. 26 maja na Double or Nothing, Statlander zaatakowała Nightingale po tym, jak ta przegrała walkę, kończąc w ten sposób ich drużynę, a Hathaway stanął po stronie Statlander. Kontynuowały feud przez całe lato, a podczas pre-show All In Zero Hour 25 sierpnia, drużyna Nightingale i Tomohiro Ishiiego pokonała drużynę Statlandera i Hathawaya w mixed tag team matchu, umożliwiając Nightingale i Ishiiemu wybór stypulacji walki pomiędzy Nightingale i Statlander na All Out. Następnie wybrali Chicago Street Fight.

#### Swerve Strickland vs. "Hangman" Adam Page
Feud pomiędzy "Hangman" Adamem Pagem i Swerve Stricklandem sięga czasów WrestleDream w październiku 2023 roku. Obaj zmierzyli się ze sobą na gali, gdzie Strickland wygrał. Stało się to osobiste po tym, jak Strickland włamał się do domu Page’a, w tym do pokoju jego śpiącego dziecka. Rewanż odbył się w listopadzie na Full Gear jako Texas Death match, który Strickland również wygrał. Obaj wzięli następnie udział w three-way matchu o AEW World Championship na Revolution w marcu 2024 roku, gdzie Samoa Joe utrzymał tytuł, poddając Page’a. Page następnie zniknął z telewizji, podczas gdy Strickland zdobył mistrzostwo na Dynasty w kwietniu. Następnie Page wrócił w lipcu i wziął udział w męskim turnieju Fundacji Owena Harta, ponieważ zwycięzca zdobył również walkę o AEW World Championship na All In, co oznaczało możliwy rewanż ze Stricklandem, jednak Page’owi nie powiodło się w turnieju. Strickland stracił tytuł na All In, a na kolejnym odcinku Dynamite, Strickland skonfrontował się z Pagem i obaj zgodzili się na Steel Cage match na All Out. 4 września na odcinku Dynamite, zaplanowano podpisanie kontraktu na walkę w klatce pomiędzy Pagem i Stricklandem. Kiedy Strickland przybył, aby podpisać kontrakt, Page się nie pojawił, ponieważ był w domu dzieciństwa Stricklanda, który niedawno kupił Strickland. Page zaczął palić dom, a Strickland patrzył z przerażeniem. Prezydent AEW Tony Khan zdecydował następnie, że ich Steel Cage match będzie również niesankcjonowanym Lights Out matchem.

#### MJF vs. Daniel Garcia
Po powrocie MJF po kontuzji w maju zaprzyjaźnił się z Danielem Garcią. Jednakże, po tym jak Garcia przegrał walkę o AEW International Championship z Willem Ospreayem 3 lipca na odcinku Dynamite, gdzie MJF próbował pomóc Garcii oszukać, aby wygrać, MJF następnie zwrócił się przeciwko Garcii, brutalizując go i eliminując go na kilka następnych tygodni. Następnie MJF zmierzył się z Ospreayem i pokonał go 17 lipca, zdobywając tytuł, który nieoficjalnie przemianował na American Championship. Podczas obrony tytułu przez MJF-a przed Ospreayem na All In, zamaskowany mężczyzna zaatakował MJF-a, ujawniając się jako Garcia, a następnie pozwalając Ospreayowi pokonać MJF-a i zdobyć tytuł. Na następnym odcinku Dynamite, Garcia skonfrontował się z MJF-em i zgodzili się na walkę na All Out.

#### Pojedynek o AEW World Championship
Na All In, Bryan Danielson pokonał Swerve’a Stricklanda w Title vs. Career matchu i wygrał AEW World Championship. W następnym odcinku Dynamite, Danielson odniósł się do swojej przyszłości na ringu, stwierdzając, że pozostanie pełnoetatowym zapaśnikiem, dopóki nie straci mistrzostwa. Zapowiedział także, że podejmie każdego wyzwania. Następnie Jack Perry przerwał, odnotowując swoje pinfallowe zwycięstwo nad Danielsonem w Anarchy in the Arena matchu na Double or Nothing w maju, a następnie rzucił wyzwanie Danielsonowi o tytuł na All Out, co zostało ogłoszone oficjalnie.

#### Pojedynek o AEW TBS Championship
31 sierpnia na odcinku Collision, Hikaru Shida pokonał Queen Aminatę, Thunder Rosę i Serenę Deeb w four-way matchu, aby zdobyć walkę o AEW TBS Championship przeciwko Mercedes Moné na All Out. Podczas odcinka Dynamite, 4 września tymczasowy wiceprezes wykonawczy AEW Christopher Daniels orzekła, że współpracowniczka Moné, Kamille, została wyrzucona z ringside’u.

## Wyniki walk
| Nr                                                                   | Wyniki | Stypulacje                                                                   | Czas  |
| -------------------------------------------------------------------- | --- | ---------------------------------------------------------------------------- | ----- |
| 1P                                                                   | The Acclaimed (Anthony Bowens i Max Caster) (z Billym Gunnem) pokonali Iron Savages (Bronsona i Bouldera) (z Jacked Jamesonem) poprzez pinfall | Tag team match                                                               | 8:10  |
| 2P                                                                   | Hologram, Sammy Guevara i Dustin Rhodes pokonali The Premier Athletes (Tony’ego Nese, Ariego Daivariego i Josha Woodsa) (z "Smart" Markiem Sterlingiem) poprzez pinfall                                                                                             | Trios match                                                                  | 9:50  |
| 3P                                                                   | Bang Bang Gang (Juice Robinson, Austin Gunn i Colten Gunn) pokonali The Dark Order (Evila Uno, Alexa Reynoldsa i Johna Silvera) poprzez pinfall | Trios match                                                                  | 7:35  |
| 4P                                                                   | The Undisputed Kingdom (Matt Taven, Mike Bennett i Roderick Strong) pokonali The Beast Mortosa i Shane Taylor Promotions (Shane’a Taylora i Lee Moriarty’ego) oraz Action Andrettiego i Top Flight (Dante Martina i Dariusa Martina) (z Leilą Grey) poprzez pinfall | Three-way trios match                                                        | 10:55 |
| 5                                                                    | MJF pokonał Daniela Garcię poprzez pinfall | Singles match                                                                | 23:40 |
| 6                                                                    | The Young Bucks (Matthew Jackson i Nicholas Jackson) (c) pokonali Blackpool Combat Club (Claudio Castagnoliego i Wheelera Yutę) poprzez pinfall | Tag team match o AEW World Tag Team Championship                             | 15:45 |
| 7                                                                    | Will Ospreay (c) pokonał Paca poprzez pinfall | Singles match o AEW International Championship                               | 20:20 |
| 8                                                                    | Kris Statlander (z Stokelym Hathawayem) pokonała Willow Nightingale poprzez submission | Chicago Street Fight                                                         | 15:00 |
| 9                                                                    | Kazuchika Okada (c) pokonał Marka Briscoe, Orange’a Cassidy’ego i Konosuke Takeshitę poprzez pinfall | Four-way match o AEW Continental Championship                                | 15:00 |
| 10                                                                   | Mercedes Moné (c) pokonała Hikaru Shidę poprzez pinfall | Singles match o AEW TBS Championship Kamille miała zakaz wstępu na ringside. | 16:30 |
| 11                                                                   | Bryan Danielson (c) pokonał Jacka Perry’ego poprzez pinfall | Singles match o AEW World Championship                                       | 27:35 |
| 12                                                                   | "Hangman" Adam Page pokonał Swerve’a Stricklanda (z Prince Naną) poprzez nokaut | Lights Out Steel Cage match                                                  | 31:30 |
| (c) – mistrz/mistrzyni przed walkąP – walka miała miejsce w pre-show | |                                                                              |       |